# Severinia ullrichi
Severinia ullrichi es una especie de mantis de la familia Mantidae.

## Distribución geográfica
Se encuentra en Egipto.